# 宇治正子
宇治 正子（うじ まさこ、1948年1月31日 - ）は、元女流棋士。高柳敏夫名誉九段門下。女流棋士番号は4（旧番号では12）。福岡県大牟田市出身。

## 棋歴
将棋を覚えたのが20代後半の頃の病気療養時という晩学。そして、1978年、30歳でプロ入りし、女流王将戦に参加。
女流名人位戦B級リーグには第11期（1984年度）から参加。
第5回（1991年度）レディースオープントーナメントで本戦出場。
2004年、引退。
2015年12月31日付で日本将棋連盟から退会した。退会理由は「一身上の都合」としか明らかにされていない。

## 昇段昇級履歴
- 1978年05月27日 - 女流2級 = プロ入り
- 1980年02月26日 - 女流1級
- 1989年03月15日 - 女流初段
- 2000年04月01日 - 女流二段（昇段規定改定による昇段[3][4]）
- 2004年12月31日 - 引退
- 2006年04月01日 - 女流三段

## 主な成績
通算勝敗
134勝273敗
表彰
- 現役勤続25年（2003年）

## 外部サイト
- 棋士紹介：日本将棋連盟 - ウェイバックマシン（2016年3月10日アーカイブ分）